# Pressning (textil)
Pressning inom det textila området är den efterbehandling som utförs med värme, fukt och tryck i syfte att åstadkomma ett slätt tyg där mangling inte är tillämplig. Processen kan också syfta till att pressa in veck i tyget, pressa isär sömmar eller i viss mån formjustera en tygvara vars form inte är den avsedda. Formpressning av textilier används även för tillverkning av badkläder och BH-kupor. Ylletyger som pressas, i cylinderpress eller planpress, får en särskild glans och ytstruktur av behandlingen.